# Société des compteurs de Genève
Die Société des compteurs de Genève (SODECO) war ein Schweizer Unternehmen, das Stromzähler produzierte.

## Geschichte
Die SODECO entstand 1928 aus der Fusion der Firmen Chasseral in Saint-Imier und dem Stromzählerbereich der Société Genevoise d'Instruments de Physique. Sie gehörte von Anfang an zu Landis+Gyr, hatte ihren Sitz in der rue du Grand-Pré in Genf und anfänglich 150 Angestellte. Nach dem Zweiten Weltkrieg produzierte das Unternehmen zudem Telefongebührenzähler und Impulszähler. In den 1960er Jahren hatte die Firma mehr als 1000 Angestellte.

## Archivquellen
- Bestand: K-105. SODECO (inkl. CHASSERAL SA) – SODECO-SAIA.   Archiv für Zeitgeschichte.
- Bestand: Ministère protestant dans l'industrie – Ministère protestant dans le monde du travail.   Staatsarchiv Genf.   Signatur: MPI 8.14.
- Sodeco Villars S.A.. Staatsarchiv Waadt. 1982–1988.   Signatur: SC 67/12/3/667.
- Bestand: SMUV.  Firmendossiers Suisse Romande: Vertragsverhandlungen: Rollier; Rüegg; Scheuchzer; Schindler; Sécheron; Sicodor; Sixis; Société d'Electro-Chimic; Société du Gaz (Vallorbe; Porrentruy); Sodeco; Tièche; TousDiamants; Tubac. Schweizerisches Sozialarchiv.   Signatur: Ar SMUV 04Z-0013.
- Streubestand im Staatsarchiv Wallis